# Donatus Magnus
Pour les articles homonymes, voir Donat.
Donatus Magnus (ou Donat le Grand), né vers 273, et mort vers 355, est un évêque schismatique d'Afrique du Nord, dont les partisans prirent le nom de donatistes. 

## Biographie
Évêque de Casae Nigrae en Numidie, il provoqua un schisme vers 305 en refusant d'admettre à la communion les traîtres (traditores), ou renégats, c'est-à-dire ceux qui ont livré les vases sacrés et les livres saints aux païens pendant la persécution de Dioclétien, reniant par là, du point de vue de l'Église romaine, le christianisme. 
Animateur intransigeant de la contestation contre la nomination de l'évêque de Carthage en 307, il est à l'origine du schisme qui porte son nom, le donatisme, qui divisa les chrétiens africains pendant le IVe siècle. Il fit déposer Caecilianus, évêque de Carthage, qu'il accusait d'indulgence par rapport aux traîtres ; mais il fut lui-même excommunié par le pape Miltiade (313), par le concile de Rome (313) et au concile d'Arles (314). Il se révolta, se porta avec ses partisans aux plus grands excès contre les chrétiens non schismatiques et déclencha une guerre civile qui désola l'Afrique sous les règnes de Constantin Ier et de ses successeurs jusqu'à l'invasion des Vandales, qui persécutèrent également donatistes et chrétiens non schismatiques.
Parménien lui succéda.
La signification profonde du schisme est sujette à débat : on peut y voir l'effet d'une lutte ethnique entre la population romanisée et celle numide, ou celui d'une lutte de classes entre colons et indigènes. Plus profondément encore, ces aspects sociaux et politiques s'enracinent dans l'histoire de l'Église africaine, car l'Église donatiste prolonge les traditions locales, centrées en particulier sur le culte des martyrs. L'Église « catholique », c'est en réalité l'Église « ultra-marine » pour les autochtones, laquelle essaie d'imposer des règles universelles contre le particularisme national. Il faudra tout le génie de saint Augustin pour arriver à résorber le schisme.

## Sources
Cet article comprend des extraits du Dictionnaire Bouillet. Il est possible de supprimer cette indication, si le texte reflète le savoir actuel sur ce thème, si les sources sont citées, s'il satisfait aux exigences linguistiques actuelles et s'il ne contient pas de propos qui vont à l'encontre des règles de neutralité de Wikipédia.
- Vincent Serralda et André Huard, Le Berbère... Lumière de l'Occident, p. 95-97, Nouvelles Éditions Latines, Paris, 1990, (ISBN 978-2-7233-0239-5).
- Encyclopédie Saint Augustin, art « Donat, donatisme » de R. Markus, Paris, Cerf, 2005, p. 481 et suivantes.